# TV2 Séf
TV2 Séf (dawniej: Chili TV, LiChi TV) – węgierski kanał telewizyjny o tematyce gastronomicznej. Został uruchomiony w 2016 r. jako Chili TV; w 2018 r. zmienił nazwę na LiChi TV; od 2020 r. funkcjonuje pod nazwą TV2 Séf.